# Glossina haningtoni
Glossina haningtoni
Pour les articles homonymes, voir Mouche et Goma Tsé-Tsé.
Espèce
Glossina haningtoni est l'une des 23 espèces reconnues de glossines (genre Glossina) et appartient au groupe forestier/fusca (sous-genre Austenina).

## Répartition
Glossina haningtoni a été historiquement signalée dans une zone relativement vaste et continue le long de la côte atlantique de l'Afrique centrale, centrée au Gabon et s'étendant jusqu'à l'Angola, le Cameroun, la République centrafricaine, le Congo, la République démocratique du Congo, la Guinée équatoriale, le Gabon et le Nigéria,,. Cependant, une revue de la littérature scientifique de 1990 à 2020 n'a trouvé aucune trace de G. haningtoni, malgré des efforts de piégeage non négligeables dans plusieurs pays, notamment au Gabon.